# Сезонски афективни поремећај
Сезонски афективни поремећај или рекурентна (повратна) зимска депресија је облик депресије која се понавља у јесењем и зимском периоду, а ишчезава у пролеће и лето. Већина оболелих, нешто чешће жена него мушкараца, иако има симптома депресије — губитак задовољстава енергије, осећања безвредности, немогућност концентрације, показује и блажи пораст телесне масе, уз повећану потребу за конзумирањем шећера и хране са високим садржајем угљених хидрата, и појаву симптома само у зимском периоду. Болест је помало слична хибернацији која постоји код неких животињских врста (нпр. медведа) и не може се сматрати „правим” психијатријским проблемом.
За лечење сезонског афективног поремећаја од средине осамдесетих година 20. века, као корисна показала се јарка бела светлосна терапија. Иако она и данас има главну улога у лечењу, истраживачи су у протеклих неколико година истражили бројне начине за примену светлосне и других терапија.

## Историја
Истраживање сезонског афективног поремећаја започела је у Сједињеним Америчким Државама 1979. године када је Херб Керн, инжењер истраживач, уочио да се осећа депресивно током зимских месеци. Керн је сумњао да је зимско светло узрок поремећаја и изнео је овај свој став научницима у Националном институту за ментално здравље САД, који су радили на истраживању циркадијалних ритмова. Они су се заинтересовали за овај Керијев предлог и осмислили су светлосну лампу за лечење Кернове депресије. Наком неколико дана третмана Керн се осећао много, као и други пацијенати који су касније третирани на исти начин.
Прво систематско регистровање и пријављивање сезонских афективних поремећаја у САД почело је 1980-их од стране доктора Нормана Е. Розентала, и његових сарадника запослених у Националном институту за ментално здравље (енгл. National Institute of Mental Health (NIMH)). А почело је тако што је Розентал био иницијално мотивисани да открије узрок сопственог искуства са депресијеом која му се понављала током мрачних дана дугих северноамеричких зима. Повезујући појаву симптома са временом њиховог јављања Розентал је претпоставио да је узрок поремећаја, праћеног смањењењем расположења, највероватније недостатак природног светла током зиме. Розентал је са сарадницима доказао овај феномен у плацебо контролисаној студији, користећи светлосну терапију у њеном лечењу. Резултати ове студије обављени су у САД 1984. године. Иако су Розенталове идеје првобитно поздрављене, оне су код дела научне јавности прихваћене са скептицизмом.
У дијагностички и статистички приручник (ДСМ-III) „Ментални поремећаји” Америчка психијатријска асоцијација је први пут 1987. укључила „сезонски образац” као одредницу за дијагнозу тешке депресије и биполарних поремећаја (укључујући и друге верзије оба поремећаја). Укључивање сезонског узорка као одреднице, био је оправдан, јер се сматрало да ће он бити дијагностички валиднији од других фактора укључених у дијагнозу промене расположења, као што су меланхолија и дистимија. Исти тај Дијагностички и статистички приручник за менталне поремећаје, у четвртом издању (ДСМ-IV) класификује сезонски афективни поремећај као подтип или „спецификатор” једне од тешких депресија или биполарног поремећаја, у којој се симптоми депресије манифестују сезонски, јер један од пет пацијената са сезонским депресивним симптомима заправо има биполарни поремећај.
У САД је, од 1990-их, из ове области, постала значајна добро позната књига Винтера Блуеса, објављена 1993. године, као стандардни увод у изучавање ове теме.

## Епидемиологија
Све више људи пати од афективних поремећаја, или према досадашњим истраживањима више од 330 милиона становника широм света има проблем са депресијом. Ово стање које се карактерише великом тугом и губитком задовољства у обављању свакодневних активности, према проценама за наредних 20 година, по броју оболелих, највероватније ће надмашити срчана обољења, па ће по томе депресија као облик душевне болести, постати уобичајена колико и прехлада. Имајући наведено у виду посебну пажњу треба обратити на облик сезонског афективног поремећаја који је епидемиолошки гледано, блажи облик депрерсије, јер има свој периодицитет јављањања и следеће епидемиолошке карактеристике:
Морбидитет
У Сједињеним Америчким Државама, у којима од овог поремећаја пати најмање милион Американаца, процене преваленције у појединим државама варирају од 0,4% до 10% у зависности од методологије која је коришћена. Угроженост болешћу у САД расте код становника који живео што даље од екватора, а постоје и бројни докази да су особе које у САД мигрирају са ниже на вишу надморску висину подложније овом поремећају.
Око 2% популације у северној Европи пати од тешке депресије, а у Великој Британији, до 6% одраслих особа има понављајуће велике депресивне епизоде - сезонског карактера јављања.
Постоји и генетска компонента поремећаја који се јавља код блиских сродника.
Сезонски узорак болести утврђен је код 15% пацијената са поновљеним поремећајима расположења, укључујући униполарне и биполарне форме болести.
Старост
Просечна старост оболелих у САД је 27 година.
Стопа преваленције у старијој животној доби се смањуј, а полне разлике нестају.
Током репродуктивних година, болест је четири пута чешће код жена него код мушкараца.
Деца такође могу бити погођена, а стопа инциденције код дечака и девојака је слична.
Полне разлике
Поремећај чешће погађа жене у односу на мушкараце, са женско : мушким односом — 4 : 1. Та разлика у преваленцији међу половима се смањује са губитком репродуктивних способности и са годинама старости.
Сезонске разлике
Зимски почетак сезонског афективног поремећаја у САД је најчешћи период јављања, а карактерише се атипичним депресивним симптомима који укључују: хиперсомнију, повећан апетит и жељу за угљеним хидратима).
Поремећај се (знатно ређе), може; јавити у пролеће/лето. Тада се карактерише несаницом и губитком апетита, и доста сличи класичној депресији.

## Етиопатогенеза
Етиологија сезонског афективног поремећаја није у потпуности схваћена. Узрок је највероватније комбиновано дејство физиолошких, психолошких, генетских и животних фактора. Смањено излагање дневној светлости, када се током зиме већи део времена проводи у затвореним просторијама, је нека врста циркадијалне дисритмије, изазвана остљивошћу на светлост, са поремећајем у метаболизму неуротрансмитера (нпр серотонина, мелатонина, допамина), хиповитаминозом Д и генетским варијацијама, у моноаминским и ретиналним фотопигентним генима.
Важно је напоменути да поједини етиолошки фактори могу имати хетерогену клиничку слику, док неки фактори могу играти важну улогу код неких особа са поремећајем, а код неких других не.

## Клиничка слика
Највећи део симптоми сезонског афективног поремећаја слични су симптомима типичне депресије:
- Пад енергије
- Недостатак или смањење воље
- Лоше расположење (често већег интензитета у јутарњим часовима)
- Мање интересовања за живот
- Ограничена способност да се ужива у стварима које су иначе болеснику пре појаве симптома причињавале задовољство
- Раздражљивост
- Снижена потреба за контактом са другим људима
- Мањак интересовања за сексуални чин

Симптоми сезонског афективног поремећаја могу и да се разликују од наведених, и да се разликују и од типичне депресије у којој доминира губитак апетита и губитак на тежини, док особе које пате од сезонског афективног поремећаја, углавном једу прекомерно и добијају на тежини.

## Дијагноза
Да би се задовољили ДСМ-5 дијагностички критеријуми за велике депресивне поремећаје са сезонским обрасцем, код овог поремећаја треба дијагностички утврдити, да се:
- депресија јавља само у одређеном периоду године (нпр у јесен или зиму)
- потпуна ремисија симптома дешава у карактеристичном времену године (нпр пролеће).
- код болесника манифестују симптоми афективног поремећаја у најмање две епизоде у претходне две године,
- манифестације знатно разлукују по манифестација од афективног несесезонских поремећаја.[16]

У случајевима када код пацијента постоји очигледан утицај сезонских психосоцијалних стресора (нпр сезонска незапосленост) не појаву депресије, овај облик поремећаја не испуњава дијагностичке критеријуме за сезонски афективни поремећај.

## Диференцијална дијагноза
Примарно, у диференцијално дијагностичка разматрања сезонских афективних поремећаја треабало би детаљно сагледати све депресивне поремећаје или одређени спектар биполарних поремећаја са специфичном „сезонском варијацијом.”

## Терапија
Лечење болести може се спровести у виду самопомоићи, светлосне терапије и терапије лековима:

### Самопомоћ
Уз подршка околине која је веома важна, симптоми поремећаја могу се ублажити следећим мерама самопомоћи:
- Провођењем више времена на отвореном простору у току видног дела дана,
- Редовним бављењем физичком активношћу.
- Разговором са породицом и пријатељима, како би болесник боље схватио шта се догађа са њим.

### Светлосна терапија
Ова врста терапије осмишљена је као замена за природну светлост. У њој се болесник излаже флуоресцентној светлости интензитета од 10.000 лукса (мера осветљења) у трајању од 30 минута, у поновљеним третманима до настанка симптома. Побољашња се најчешће уочавају након недељу дана редовне светлосне терапије.
Нежељени ефекти су ретки и благи. Након настанка симпрома терапија се продужава у складу са индивидалним реакцијама пацијента.
Поређења ради, интензитет унутрашње светлости износи око 100 лукса, док је за време светлог сунчаног дана њен интензитет око 50.000 лукса или више. Жарко бело дневно светло делује на ћелије у ретини ока, која је нервним путевима повезане са хипоталамусом (делом мозга који учествије у контроли циркадијских ритмова), и на одређен начин помаже у стабилизацији нарушених функција у сезонском афективном поремећају.

### Лекови
Велика група лекара данас препоручују да пацијенти са сезонским афективним поремећајима прво пробају традиционалну светлу терапију белим светлом након буђења, па тек ако она не помогне или ствара неугодне и/или нежељене ефекте, може се покушати са антидепресивном терапијом или једном од алтернативних терапија у истраживању.
Бупропион
Као лек избора у САД за лечење сезонског афективног поремећаја предложен је бупропион (Wellbutrin XL) који је одобрен од стране ФДА, прво ка лек за терапују тешке депресије а потом и за превенцију сезонског емотивног поремећаја (зимске депресије). Ефикасност Бупропиона (Wellbutrin XL) за спречавање епидемија зимске депресије у САД установљена је у три двоструко слепе, плацебо контролисане студије код одраслих са историјом тешког депресивног поремећаја који се јављао у јесен и зиму. У овим студијама; проценат особа који су били без депресије на крају лечења био је значајно већи код оних на Бупропиону (Wellbutrin XL) него код оних на плацебу. За сва три комбинована истраживања, укупна стопа депресије пацијената на крају лечења била је 84% процената за оне на Бупропиону, у поређењу са 72% за оне на плацебу.
Антидепресиви
Иако антидепресиви могу бити од помоћи у терапији сезонског афективног поремећаја, мали број спроведених студија које су поредиоле резултате оба терапијска модалитете, указале су на то да су светлосна терапија и антидепресиви подједнако ефикасни код сезонских афективних поремећаја.